# Aleksander Mihajlovič Ljapunov
Aleksander Mihajlovič Ljapunov [aleksánder mihájlovič ljapúnov] (rusko Алекса́ндр Миха́йлович Ляпуно́в), ruski matematik, mehanik in fizik, * 6. junij 1857, Jaroslavelj, Ruski imperij (sedaj Rusija), † 3. november 1918, Odesa, RSFSR (sedaj Ukrajina).

## Življenje

### Mladost
Aleksandrov oče Mihail Vasiljevič Ljapunov (1820–1868) je bil znani astronom in predstojnik jaroslaveljskega liceja Demidova, leta 1864 pa je zaradi nazadnjaštva univerzitetne uprave po odhodu Lobačevskega v celoti opustil svoje delo na observatoriju Kazanske univerze. Mati Aleksandra je bila Sofija Aleksandrovna. Z družino se je oče odselil na ženino posestvo v Simbirski guberniji, kjer se je posvetil vzgoji svojih dveh najstarejših sinov, Aleksandra in Sergeja (1859-1924). Sergej je postal skladatelj in pianist. Mlajši brat Boris (1862-1943) je postal jezikoslovec in slavist. Med dolgimi zimskimi večeri je oče ostajal s sinovoma in ju s pomočjo iger na zemljevidih sveta marljivo učil. V svojem kabinetu je imel ogromno knjig v ruščini, nemščini in francoščini iz matematike, astronomije, filozofije, zgodovine, etnografije, politične ekonomije in književnosti.
Po nenadni očetovi smrti je skrbel za Aleksandrovo vzgojo njegov stric R. M. Sečenov, brat znamenitega fiziologa, nevrologa in filozofa Ivana Sečenova. Pri stricu se je Ljapunov učil skupaj s svojo sestrično, bodočo ženo Natalijo Rafailovno Sečenovo. Leta 1870 se je njegova mati s svojimi sinovi preselila v Nižni Novgorod, kjer je začel hoditi v tretji letnik gimnazije. O njegovih gimnazijskih letih se je ohranilo malo. Matematiko in fiziko mu je predaval A. P. Gruzincev, dober pedagog in znanstvenik. Matematiko mu je predaval tudi D. K. Gik. Jeseni 1876 je Ljapunov končal gimnazijo z odliko.

### Študij
Študiral je na Fizikalno matematični fakulteti Univerze v Sankt Peterburgu, kjer je bil sošolec Andreja Markova starejšega. V začetku je poslušal predavanja Mendeljejeva iz kemije, že čez mesec dni pa se je prepisal na matematični oddelek univerze, vendar je še hodil na predavanja iz kemije. Matematiko so tedaj predavali Čebišov in njegova učenca Korkin in Zolotarev. 
Prva neodvisna znanstvena dela je Ljapunov napisal pod mentorstvom profesorja mehanike D. K. Bobileva. V četrtem letniku je prejel zlato medaljo za delo s področja hidrostatike, ki jo je razpisala fakulteta. Na podlagi tega dela je napisal in objavil svoji prvi znanstveni deli O ravnovesju togih teles v posodah poljubnih oblik, napoljnjenih z gostimi tekočinami (О равновесии тяжелых тел в тяжелых жидкостях, содержащихся в сосуде определенной формы) in O potencialu hidrostatičnega tlaka (О потенциале гидростатических давлений). V obeh delih je uporabil precej novih prijemov in podal nekaj novih strogih dokazov nekaterih prejšnjih nepopolnih izrekov iz hidrostatike. S prvim delom si je pridobil naziv kandidata matematičnih znanosti. Sedaj je lahko zapustil univerzo in se pripravil za profesorski poklic.
Diplomiral je leta 1880. Magisterij iz uporabne matematike je opravil leta 1884 z nalogo O stabilnosti eliptičnih form ravnovesja turbulentne tekočine (Об устойчивости эллипсоидальных форм равновесия вращающейся жидкости) Delo je obravnavalo pomembno in težko nalogo o razumevanju oblik nebesnih teles. Nalogo je Čebišov že prej ponudil tudi Zolotarevu in Kovalevski in se je zavedal, da je zelo težka. Kakor je dejal Steklov, »je Čebišov v mladeniču videl velikansko raziskovalno moč, da si je upal naložiti mu tako težko nalogo«. Ljapunov je iz dvoletnih poskusov rešiti nalogo, začel študirati tudi stabilnost. Po objavi je njegovo delo v trenutku pritegnilo pozornost matematikov, mehanikov, fizikov in astronomov po celem svetu.

### Poučevanje in raziskovanje
Leta 1885 je postal privatni docent Univerze v Harkovu na katedri za mehaniko, kjer je zamenjal Imšeneckega, katerega so leta 1876 izbrali za člana Ruske akademije znanosti. Že od leta 1880 je Ljapunov predaval na fakulteti za mehaniko in to mu je odvzelo veliko časa. O njegovih lepih predavanjih je spregovoril njegov učenec in sodelavec akademik Steklov: »Pred poslušalce, kjer je bil tudi stari dekan profesor Levakovski, katerega so vsi študentje spoštovali, je prišel čeden mladenič, po izgledu skoraj enak ostalim študentom. Ko je dekan odšel, je mladenič s trepetajočim glasom začel namesto teme iz dinamike sestavov predavati temo o dinamiki točke. Ta predavanja pa je predaval že profesor Delarju. Bil sem v četrtem letniku. V Moskvi sem prej poslušal predavanja Davidova, Cingerja, Soletova in Orlova. Na Univerzi v Harkovu sem bil že dve leti in sem tako dobro poznal predavanja iz mehanike. Vendar snovi že od začetka predavanja nisem poznal in je nisem zasledil še v nobenem učbeniku. Tako se je dolgočasnost predavanja sesula v prah. Z močjo naravnega daru, ki pri takšni mladosti še ni vidna, je Aleksander Mihajlovič pridobil naklonjenost poslušalcev za eno uro. Tega seveda on sam ni vedel. Od tega dne so ga študentje gledali z drugačnimi očmi in mu naklonjali posebno spoštovanje. Velikokrat si niso upali niti spregovoriti z njim, da ne bi pokazali svojega neznanja«. Na univerzi je Ljapunov predaval s področja teoretične mehanike, integralov diferencialnih enačb in teorije verjetnosti. Teh predavanj niso objavili in so ostala v zapiskih študentov. O mehaniki je predaval šest področij: kinematiko, dinamiko točkastega telesa, dinamiko sestavov točkastih teles, teorijo privlačnih sil, teorijo deformacij trdnih teles in hidrostatiko. Poleg tega je v letih od 1887 do 1893 predaval analitično mehaniko na Tehnološkem inštitutu v Harkovu.
Leta 1892 je doktoriral z nalogo Splošna naloga o stabilnosti gibanja (Общая задача об устойчивости движения). Podobno nalogo je pred desetimi leti zagovarjal tudi Žukovski. Po doktoratu je Ljapunov postal redni profesor Univerze v Harkovu in po smrti Čebišova leta 1894 se je leta 1901 kot predstojnik katedre za uporabno matematiko preselil na Univerzo v Sankt Peterburgu, kjer se je v celoti posvetil poučevalskemu in raziskovalnemu delu.

## Delo
Njegovo delo s področja diferencialnih enačb, teorije potenciala, stabilnosti sestavov in verjetnostnega računa je zelo pomembno. Največ se je ukvarjal s stabilnostjo ravnovesja in gibanja mehanskega sestava, z modelno teorijo stabilnosti enakomerno turbolentne tekočine in z delci pod vplivom gravitacije. Njegovo delo na področju matematične fizike je zelo pomembno za nadaljnji razvoj na tem področju. Tako njegovo delo iz leta 1898 O nekaterih vprašanjih, povezanih z Dirichletovimi nalogami (О некоторых вопросах, связанных с задачей Дирихле) vsebuje proučevanje lastnosti potenciala okoli električnih nabojev in dipolov, zvezno porazdeljenih po poljubni površini. Njegovo delo na tem področju je v tesni zvezi z delom Steklova. Razvil je pomembne aproksimativne metode. Danes imenovane metode Ljapunova, ki jih je razvil leta 1899, omogočajo določitev stabilnosti množice navadnih diferencialnih enačb. Izdelal je sodobno strogo teorijo stabilnosti ravnovesja in gibanja mehanskega sestava, temelječo na končnem številu parametrov. V teoriji verjetnosti je posplošil delo Čebišova in Markova in dokončno dokazal centralni limitni izrek pri še splošnejših pogojih od predhodnikov. Metoda, ki jo je uporabil pri dokazu je danes eden od temeljev teorije verjetnosti. Od leta 1899 do 1902 je bil predsednik Matematičnega društva Harkova in urednik svojih Sporočil. 2. decembra 1900 so ga izbrali za dopisnega člana Ruske akademije znanosti, 6. oktobra 1901 pa za polnopravnega člana akademije s področja uporabne matematike.
Med drugim je napisal še dela: O konstantnih krivih gibanjih togih teles v tekočinah (О постоянных винтовых движениях твердого тела в жидкости) 1890 in več člankov, ki jih je izdala Ruska akademija znanosti: 
O vrstah v teoriji linearnih diferencialnih enačbah (Sur une série dans la théorie des équations differentielles linéaires etc.) 1902,
Raziskave v teoriji nebesnih teles (Recherches dans la théorie des corps célestes) 1903,
O Clairautovi enačbi in drugem (Sur l'équation de Clairaut etc.) 1904,
Nova oblika izreka o limiti verjetnosti (Nouvelle forme du théorème sur la limite de probabilité),
O nekem predlogu teorije verjetnosti (Sur une proposition de la théorie des probabilités) 1906.
S svojimi raziskovanji nebesne mehanike je odprl novo stran v zgodovini globalne znanosti in pokazal na nenatančnost nekaterih spoznanj znanih tujih znanstvenikov. Leta 1908 je sodeloval na 4. mednarodnem matematičnem kongresu v Rimu. V tem času je sodeloval pri objavi Eulerjevih zbranih del in bil urednik 18. in 19. dela tega zbornika. Proti koncu junija 1917 je z ženo, ki se ji je poslabšala bolezen, odšel k bratu Borisu v Odeso. Ker se je bližala ženina smrt, se je tudi njemu pokazala delna slepota. Polega tega pa je imel še slabe pogoje za življenje in je bil upravičeno zagrenjen. Navkljub temu je imel še zadnje predavanje o obliki nebesnih teles na povabilo fizikalne in matematične fakultete v Odesi. 31. oktobra je umrla žena in istega dne se je ustrelil. Do smrti je ležal nekaj dni v nezavesti.
Običajno je delal še štiri do pet ur ponoči, velikokrat pa tudi celo noč. Enkrat ali dvakrat na leto je mogoče obiskal gledališče ali odšel na kakšen koncert. Imel pa je veliko učencev. Vendar za maloštevilne, ki so ga v resnici poznali, je bil Ljapunov precej zamaknjen človek. Bil je suhe postave, navzven je deloval kar surovo, drugače pa je bil vročekrvne in rahločutne nravi. Bil je častni član mnogih univerz, zunanji član Akademije v Rimu in dopisni član Akademije znanosti v Parizu.